# Plumpy nut
El Plumpy Nut és un producte creat amb la intenció de lluitar contra la desnutrició infantil. Es tracta d'una pasta realitzada a base de cacauets, llet en pols, oli vegetal i sucre que està enriquida amb vitamines i minerals. Es presenta en petits paquets que representen 500 kilocalories, i que tenen l'avantatge de la llarga durada de les seves propietats, sense haver de conservar-lo refrigerat. Unicef o Metges sense fronteres han començat a utilitzar-lo amb força èxit en la lluita contra la desnutrició infantil
Plumpy'nut conté vitamines A, B-complex, C, D, E, i K, i els minerals calci, fosfòr, potassi, magnesi, zinc, coure, ferro, iode, sodi, i seleni.